# Джеймс Мичънър
Джеймс Мичънър (на английски: James Michener) е американски писател, автор на произведения в жанровете съвременен и исторически роман, пътепис, биография, мемоари и документалистика.

## Биография и творчество
Джеймс Алберт Мичънър е роден на 3 февруари 1907 г. в Дойлстаун, щата Пенсилвания, САЩ. Няма данни кои са биологичните му родители. Отгледан е от приемната си майка Мейбъл Мичънър, квакерка в Дойлстаун. През 1929 г. завършва с отличие и бакалавърска степен по английски език и история колежа „Суортмор“ в Суортмор. После учи 2 години в Университета на гр. Сейнт Андрюс в Шотландия.
След дипломирането си работи като учител по английски език в училище „Хил“ в Потстаун, Пенсилвания. В периода 1933 – 1936 г. преподава английски език в училище Джордж в Нютаун. Едновременно учи в Колорадския държавен колеж по образование в Грийли, Колорадо, където получава магистърска степен по изкуства в образованието. След дипломирането си преподава в университета и в гимназията (университетската лаборатория) в продължение на няколко години. През 1972 г. библиотеката в университета е наименувана на негово име.
През 1935 г. се жени за Пати Коун. В периода 1939 – 1940 г. е гост-лектор в Харвардския университет, след което работи като редактор по образованието по социални науки за издателство „Macmillan Publishers“. По време на Втората световна война в периода 1941 – 1945 г. служи във Военноморските сили на САЩ, като изпълнява задачи в Тихия океан.
Започва писателската си кариера, когато като лейтенант във флота е назначен в Южния Тихи океан като военен историк. През 1947 г. впечатленията си описва и публикува в сборника „Приказки от Южния Пасифик“. Книгата печели наградата „Пулицър“ за художествена литература през 1948 г. Адаптиран е в едноименните филми – през 1958 г. с участието на Розарио Брази и през 2001 г. с участието на Глен Клоуз.
Първият му роман „The Fires of Spring“ е издаден през 1949 г. Романът му „Сайонара“ от 1954 г. е квази-автобиографичен. Той представя историята на майор Лойд Груувър, американски военен пилот от военновъздушните сили в Корейската война (1950 – 1953), който се намира в Япония и се влюбва в японката Хана-Оги. Проследява междукултурната им романтика и осветява расизма към японците в периода след Втората световна война. През 1957 г. е екранизиран в много успешния едноименен филм с участието на Марлон Брандо, Джеймс Гарнър, Мийко Така и Ред Бутонс.
Произведенията на писателя обикновено са обемни и детайлни. Романи като „Хавай“ (1959) и „Източникът“ (1965) започват с най-ранната история на дадена област – геологията, флората и фауната, но в крайна сметка обхващат хората, които се заселват и управляват там. Понякога минават години в подготовка преди да завърши дадена книга. Критикуван е за изобилието от подробности и факти, но книгите му са изключително популярни, предлагайки на читателя внимателно и сложно създаден свят.
В късното си творчество се насочва към американските теми като в „Centennial“ (1974) и „Чесапийк“ (1978). Романът му „Заветът“ (1987) е за Южна Африка и апартейда, а „Мексико“ (1992) разглежда проблемите на съвременно Мексико, частично през погледа на бикоборството. През живота си продава повече от 75 милиона екземпляра от книгите си. На 10 януари 1977 г. е награден с президентския медал на свободата от Джералд Форд.
Джеймс Мичънър развива широка филантропска дейност, като дарява повече от 100 милиона долара на образователни, културни и писателски институции, включително на колежа „Суортмор“, семинара за писатели в Айова и Музея на изкуството на Дойлстаун, както и на 37 милиона долара до Тексаския университет в Остин. Съпругата му Мари Сабусава играе важна роля в подпомагането на насочването на даренията му.
През 1989 г. създава литературна награда на стойност $ 10 000 (CDN) за най-добър пътепис, публикуван от дебютиращ канадски писател. Основава програма за макрофинансиране, която после е наречена Мичънъров център за писатели в Тексаския университет в Остин.
Джеймс Мичънър умира от бъбречна недостатъчност на 16 октомври 1997 г. в Остин, щата Тексас, САЩ. Музеят на изкуството на Дойлстаун е именуван на негово име.

## Произведения

### Самостоятелни романи
- The Fires of Spring (1949)
- The Bridges at Toko Ri (1953)
- Sayonara (1954)
Сайонара, изд. „Игуана“ (1995), прев. Красимира Икономова
- Hawaii (1959)
Хаваи – 2 тома, изд.: ИК „Хемус“, София (1995), прев. Боян Николаев, Йорданка Пенкова, и др.
- Report of the County Chairman (1961)
- Caravans (1963)
- The Source (1965)
- Quality of Life (1971)
- The Drifters (1971)
- Centennial (1974)
- Chesapeake (1978)
- The Covenant (1980)
- Space (1982)
- Poland (1983)
- Texas (1985)
- Legacy (1987)
- Alaska (1988)
- Journey (1988)
- Caribbean (1989)
- The Eagle and the Raven (1990)
- The Novel (1991)
- Mexico (1992)
- Recessional (1994)
- Miracle in Seville (1995)
- Matecumbe (2007)

### Сборници
- Tales of the South Pacific (1947) – награда „Пулицър“
- Return to Paradise (1950)
- Rascals in Paradise (1957)
- The Watermen (1979)
- Great World War II Stories (1989) – с Х. Е. Бейтс, Джеймс Джоунс, Никълъс Монсарат, Ъруин Шоу и Невил Шут
- Creatures of the Kingdom (1993)

### Документалистика
- The Voice of Asia (1951)
- The Floating World (1955)
- The Bridge at Andau (1957)
- Japanese Prints from Early Masters to the Modern (1959)
- Iberia (1968)
- Presidential Lottery (1969)
- Kent State (1971)
- A Michener Miscellany: 1950 – 1970 (1973)
- Sports in America (1976)
- On Sport (1976)
- All We Did Was Fly to the Moon (1985)
- Six Days in Havana (1989)
- Chesapeake Bay (1990)
- Pilgrimage (1990)
- The World is My Home (1991)
- My Lost Mexico (1992)
- Literary Reflections (1993)
- This Noble Land (1996)

### Екранизации
- 1952 Pulitzer Prize Playhouse – ТВ сериал, 1 епизод по „The Jungle“
- 1953 Return to Paradise
- 1954 Men of the Fighting Lady – по разказа „The Forgotten Heroes of Korea“
- 1954 Мостовете на Токо-Ри, The Bridges at Toko-Ri
- 1957 Until They Sail
- 1957 Сайонара, Sayonara
- 1958 Южен Пасифик, South Pacific – по „Tales of the South Pacific“
- 1959 – 1962 Adventures in Paradise – ТВ сериал, 90 епизода
- 1963 Барът на Донован, Donovan's Reef – история
- 1966 Хавай, Hawaii
- 1970 The Hawaiians – по „Хаваи“
- 1976 Dynasty – ТВ филм
- 1978 Каравани, Caravans
- 1978 – 1979 Centennial – ТВ минисериал, 12 епизода
- 1981 Kent State – ТВ филм, по „Kent State: What Happened and Why“
- 1985 Space – ТВ сериал, 5 епизода
- 1994 Texas – ТВ филм
- 2001 South Pacific – ТВ филму по „Tales of the South Pacific“